# Gastrotheca weinlandii
Gastrotheca weinlandii és una espècie de granota de la família Amphignathodontidae. Habita a Colòmbia, Equador i el Perú. El seu hàbitat natural se centra en montans tropicals o subtropicals secs. Està amenaçada d'extinció per la pèrdua del seu hàbitat natural.